# Pitirim Sorokin

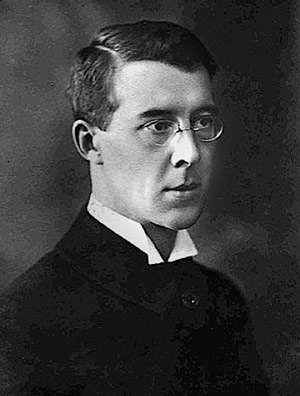
Pitirim Sorokin (1917)

Pitirim Alexandrowitsch Sorokin (russisch Питирим Александрович Сорокин, * 21. Januar 1889 in Turja, Ujesd Jarensk, Gouvernement Wologda, Russisches Kaiserreich; † 11. Februar 1968 in Winchester (Massachusetts), USA) war ein russisch/US-amerikanischer Soziologe. Sorokin erforschte soziale Veränderungen und entwickelte eine Theorie sozialer Zyklen. Er war 55. Präsident der American Sociological Association.
Sorokin wurde 1917 Mitglied der russischen revolutionären Kerenski-Regierung und wurde 1922 zum Tod verurteilt, aber zur Verbannung begnadigt. 1923 emigrierte er in die USA. Von 1924 bis 1930 war er Professor für Soziologie an der University of Minnesota. Er wurde persönlich nach Harvard gerufen, war dort zunächst Leiter des Zentrums für Altruismusforschung und baute dort das Institut für Soziologie auf. Unter Sorokins Wirkkraft entwickelten sich Talcott Parsons und Robert K. Merton zu den prägenden Gestalten des Strukturfunktionalismus.

## Leben

### Kindheit
Sorokin wurde im Dorf Turja (heute zum Knjaschpogostski rajon der Republik Komi nördlich von Syktywkar gehörig) als Sohn eines russischen Vaters und einer Komi-Mutter geboren. Er hatte zwei Brüder, einen älteren (Wassili * 1885) und einen jüngeren (Prokop * 1893). Sorokins Vater war Meister im Kunsthandwerk und arbeitete an der Restaurierung von Kirchen, weshalb die Familie oft umziehen musste. Die Mutter verstarb im Jahre 1894. Sorokin blieb mit seinem älteren Bruder beim Vater, während der jüngste Bruder zur Familie der Mutter gegeben wurde. Der Vater war schwer alkoholkrank. Einmal verletzte der betrunkene Vater Sorokin so schwer mit einem Hammer, dass die Narben an der Oberlippe jahrelang zu sehen waren. Daraufhin verließen die Brüder ihren Vater und betätigten sich ihrerseits recht erfolgreich im Kunsthandwerk.
Mit elf Jahren bestand Sorokin die Aufnahmeprüfung einer höheren Schule. Mit Hilfe eines Stipendiums besuchte er zwischen 1903 und 1906 ein Lehrerseminar der russisch-orthodoxen Kirche in Chrenovo (östlich von Wologda).

### Studium und erste Lehrtätigkeiten
Zwischen 1907 und 1918 lebte Sorokin in Sankt Petersburg (1914–1924: Petrograd), wo er anfangs als Erzieher und Privatlehrer tätig war. Sein Ziel war eine Zulassung zum Universitätsstudium. Da er keine Latein- oder Altgriechisch-Kenntnisse hatte, fiel er durch die Aufnahmeprüfung. Allerdings hatte Sorokin intensive Kontakte zu Philosophen, Literaten und Künstlern, vermittelt durch einen Komi-Landsmann, den Philosophen und Schriftsteller Kallistrat Schakow. Diese halfen ihm, seine Bildungsdefizite auszugleichen und so nahm er dann das Studium der Psychologie am neu eröffneten Psychoneurologischen Institut Sankt Petersburg (Санкт-Петербургский научно-исследовательский психоневрологический институт) auf, an welchem er im Mai 1909 die Aufnahmeprüfung bestand. Zwischen 1910 und 1914 war Sorokin Student an der Universität Sankt Petersburg, wo er vornehmlich Kriminologie, Soziologie und Ökonomie studierte. Nach dem Diplomabschluss 1914 wurde er Lehrer am Psychoneurologischen Institut, erhielt 1916 den Titel Mag. jur. (Strafrecht) an der Universität Petrograd (Sankt Petersburg) und war 1916–1917 Privatdozent für Soziologie. Für März 1917 war die Verteidigung seiner Dissertation „Verbrechen und Strafe, Heldentat und Belohnung. Eine soziologische Studie über die grundlegenden gesellschaftlichen Verhaltens- und Moralformen“ für den Dr. jur. im Strafrecht vorgesehen, doch durch die revolutionären Ereignisse kam es nicht mehr dazu.

### Politische Aktivitäten
Sorokin stand der 1901 entstandenen anti-zaristischen Bewegung der Sozialrevolutionäre nahe. Als Anhänger der Narodniki-Bewegung lehnte er den Marxismus ab. Im Dezember 1906 wurde Sorokin auf einer Versammlung der Sozialrevolutionäre von der Polizei verhaftet und vier Monate lang inhaftiert. Weitere Zusammenstöße mit der Polizei folgten, so dass er sich auf Drängen seiner Freunde zu einer Tante zurückzog, wo er auf dem Feld arbeitete. Sorokin begann seit 1911 zu publizieren und wurde 1913 als Autor einer revolutionären Schrift erneut verhaftet.
Nachdem der Zar nach der Februarrevolution im März 1917 abgedankt hatte, war Sorokin führender Funktionär der Sozialrevolutionären Partei und Herausgeber der sozialrevolutionären Zeitung „Wolja Naroda“ (Volkswille). Er engagierte sich vor allem für einen Allrussischen Bauern-Sowjet als Gegengewicht zum bolschewistisch dominierten Arbeiter-Sowjet und machte dazu zahlreiche Reisen aufs Land. Im Mai 1917 wurde er Sekretär beim eben ernannten Kriegsminister Alexander Fjodorowitsch Kerenski (1881–1970), der vom 8. Juli bis 26. Oktober 1917 Ministerpräsident war. Nach der Oktoberrevolution und der Machtübernahme durch die Bolschewiki wurde Sorokin Anfang 1918 verhaftet und zwei Monate inhaftiert. Nach seiner Freilassung siedelte er nach Moskau über und beteiligte sich an der Gründung einer anti-bolschewistischen Zeitung sowie der Organisation anti-bolschewistischer Kräfte.
Ab 1918 lebte er wieder in Petrograd (Sankt Petersburg) und nahm 1919 seine Lehrtätigkeit an der Universität Petrograd als Professor der Soziologie wieder auf. Kurz nach der Veröffentlichung seiner zwei Bände „Sistema sotsiologii“ (System der Soziologie) wurde er 1920 zum Leiter des neu gegründeten Instituts für Soziologie ernannt. Im April 1922 wurde er in Soziologie promoviert.
Während einer Verhaftungswelle der russischen Intelligenz flüchtete Sorokin nach Moskau, wo er sich stellte und inhaftiert wurde. Lenin (1870–1924) hatte bereits den Befehl zur Erschießung Sorokins gegeben, er wurde aber nach Interventionen freigelassen, unter der Bedingung, Russland zu verlassen.

### Emigration über Berlin und Prag in die USA
Am 23. September 1922 begann seine Emigration, zuerst mit einem Aufenthalt in Berlin. 1922–1923 lebte er auf Einladung des tschechoslowakischen Präsidenten Tomáš Masaryk in Prag und hielt Vorlesungen an der Karls-Universität Prag. Im Oktober 1923 emigrierte Sorokin auf Einladung der Soziologen Edward C. Hayes und Edward A. Ross in die USA. Anfang 1924 hielt Sorokin dort seine erste Vorlesung am Vassar College in Poughkeepsie. Ab 1924 war er Dozent an der University of Minnesota in Minneapolis als Visiting Professor, allerdings mit dem Gehalt eines Full Professor, und ab 1925 als Full Professor. Sorokin nahm 1930 die US-amerikanische Staatsbürgerschaft an. Nach Russland sollte er nicht mehr zurückkehren.
1930 wurde Sorokin als Professor an die Harvard University berufen, zunächst am Department of Economics und seit 1931 am von ihm neu geschaffenen Department of Sociology, das er als Vorsitzender bis zum Rücktritt 1942 leitete. Ebenfalls im Jahre 1931 wurde Sorokin in die American Academy of Arts and Sciences gewählt. Zu den Lehrenden, die an das neue Department berufen wurden, gehörten unter anderem Talcott Parsons und William I. Thomas. Bekannte Absolventen waren unter anderem Robert K. Merton und Kingsley Davis. Die Académie royale des Sciences, des Lettres et des Beaux-Arts de Belgique nahm ihn im Dezember 1945 als assoziiertes Mitglied auf.

1964 wurde Sorokin emeritiert. Er starb am 10. Februar 1968 in Winchester (Massachusetts). 

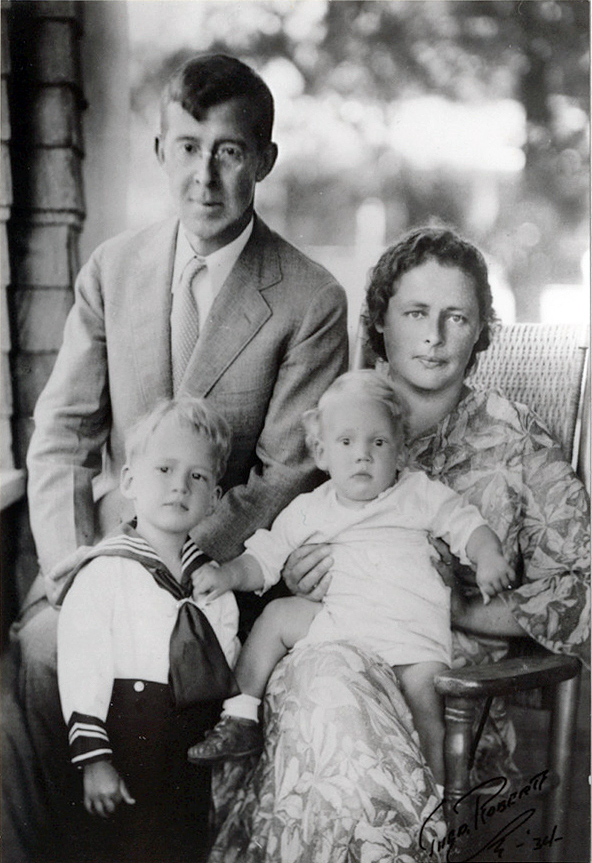
Sorokin mit seiner Familie (1934)

### Familie
Sorokin war verheiratet mit der Wissenschaftlerin Elena P. Sorokin (1894–1975). Mit ihr hatte er zwei Söhne, den Physiker Peter Sorokin (1931–2015) und den Biologen Sergey Sorokin (* 1933).

## Werk
Sorokin schrieb 37 Bücher und über 400 Fachartikel. Einen Überblick über seine teilweise kontroversen soziologischen Theorien bieten die Werke Society, Culture, and Personality: Their Structure and Dynamics, A System of General Sociology und vor allem Social and Cultural Dynamics: A Study of Change in Major Systems of Art, Truth, Ethics, Law and Social Relationships. Hauptsächlich befasste sich Sorokin mit Fragen zur sozialen Differenzierung, sozialen Schichtung und dem Altruismus sowie mit Theorien zu sozialen Konflikten und zum sozialen Zyklus.

## Publikationen (Auswahl)
- Sociology of revolution, dt. Die Soziologie der Revolution. Lehmann, München 1928.
- Society, Culture, and Personality. Their Structure and Dynamics. A System of General Sociology. New York 1947.
- Leaves From a Russian diary, and Thirty Years After. Beacon Press, Boston 1950. OCLC 1476438.
- Kulturkrise und Gesellschaftsphilosophie. Moderne Theorien über das Werden und Vergehen von Kulturen und das Wesen ihrer Krisen. (= Die Universität. 42). Stuttgart/Wien 1953. Dt. Übersetzung von: Social philosophies of an age of crisis. Boston 1950 (2. Auflage. 1951).
- The Ways and Power of Love: Types, Factors, and Techniques of Moral Transformation. Templeton Foundation Press, Philadelphia 2002, ISBN 1-890151-86-6. (Erstausgabe: Beacon Press, Boston 1954).
- Fads and Foibles in Modern Sociology and Related Sciences. Chicago 1956 (nachgedruckt 1976, ISBN 0-8371-8733-8).
- Social and Cultural Dynamics: A Study of Change in Major Systems of Art, Truth, Ethics, Law and Social Relationships. Porter Sargent Publishers, Boston, MA 1970, ISBN 0-87558-029-7. (Erstveröffentlichung: 1957).
- mit  W. A. Lunden: Power and morality. Who shall guard the guardians? Porter Sargent Publishers, Boston, MA 1959.